# سيلفيا شتولتس
سيلفيا شتولتس (بالألمانية: Sylvia Stolz)‏ (من مواليد 1963 م) هي محامية ألمانية، ولدت في ميونخ.